# 332e régiment d'hélicoptères de la Garde
Le 332e régiment mixte d'hélicoptères de la Garde (en russe : 332-й отдельный гвардейский вертолётный полк, abrégé en russe : 332 гв. овп) est un régiment aérien des forces aérospatiales russes (n° d'unité 12633).
Le régiment fait partie de la 6e armée aérienne du district militaire ouest, basé aux aérodromes de Pouchkine et de Pribylovo.

## Historique
En 1940, le 158e régiment d'aviation de chasse est formé, devenant une partie de la division d'aviation mixte du district militaire de Leningrad. En 1943, sur ordre des autorités soviétiques « pour le courage dont a fait preuve l'unité dans les batailles sur le front de l'Est », le régiment d'aviation de chasse est transformé en 103e régiment d'aviation de chasse de la Garde. Pendant la Seconde Guerre mondiale, 12 pilotes du régiment ont reçu le titre de héros de l'Union soviétique.
En 1961, le régiment est réorganisé en 371e escadron mixte de transport d'hélicoptères de la Garde. Le 332e régiment est finalement créé en mai 1961 à la suite de la réorganisation du le 103e régiment d'aviation de chasse de la Garde basé sur l'aérodrome de Pribylovo dans l'oblast de Léningrad. L'unité a hérité du titre honorifique « de la Garde » du 103e régiment.
Le personnel du régiment a participé à des exercices stratégiques, des pilotes d'hélicoptères ont combattu en Afghanistan et en Tchétchénie, effectué des missions internationales dans des pays africains et asiatiques et participé à la sécurisation de la catastrophe nucléaire de Tchernobyl. L'unité est engagée dans l'invasion russe de l'Ukraine à partir de 2022.